# Luticola mutica

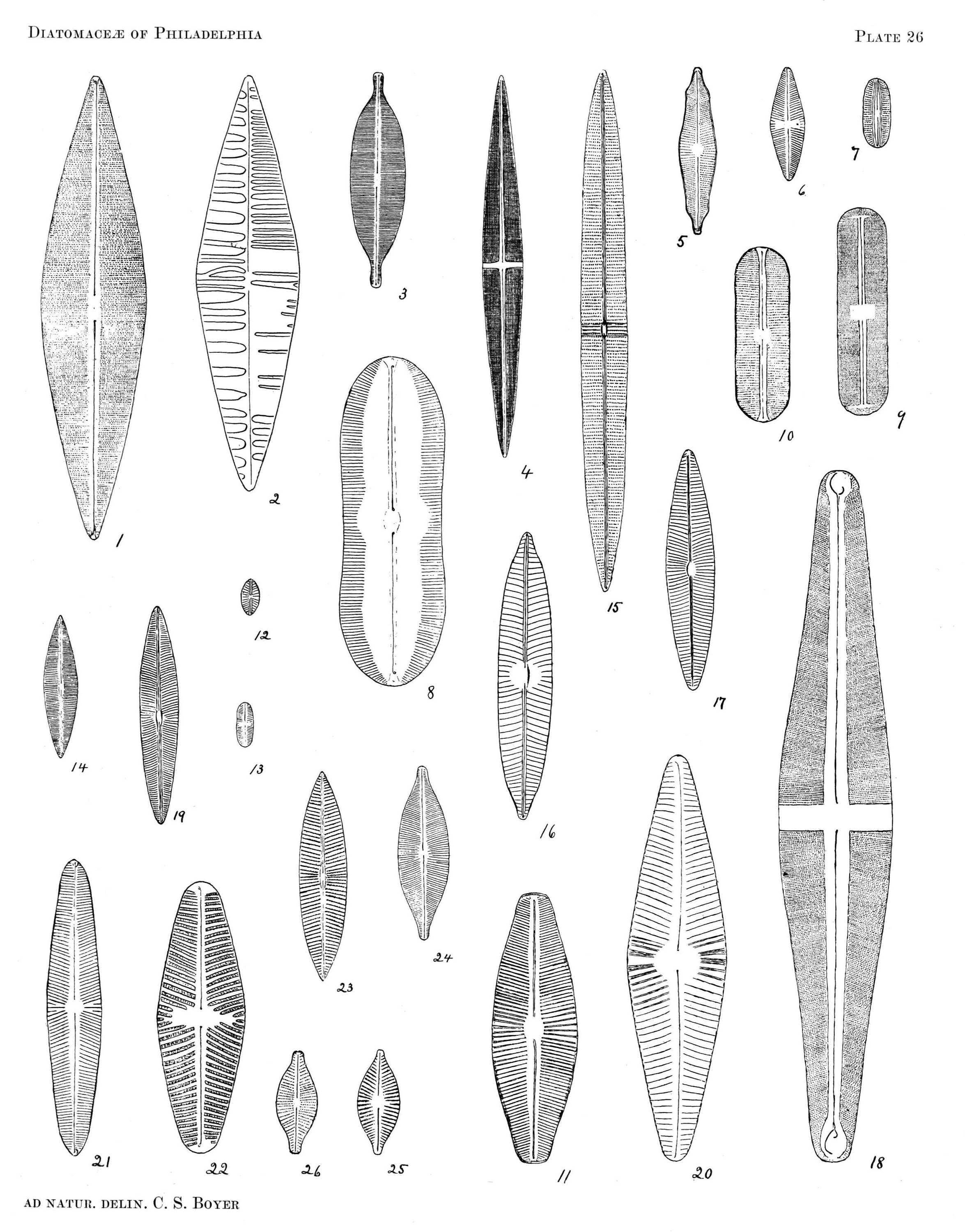
Okrzemki występujące w okolicach Filadelfii. Luticola mutica oznaczona numerem 6

Luticola mutica (syn. Navicula mutica) – gatunek okrzemek występujących w wodach brakicznych i w czystych wodach słodkich oraz w strefie aerofitycznej (przybrzeżnej). Pierwszy raz opisany ze stanowiska w słonawej kałuży na Wangerooge (północne Niemcy). Jest kosmopolityczny i spotykany w różnych siedliskach.

## Morfologia
Okrzemki żyjące jako element fitobentosu. Jednokomórkowe osobniki o szerokości 4–9 μm i długości 6–30 μm. Pancerzyki z prążkami ułożonymi na całej okrywie promieniście. Na odcinku 10 μm po 14–20 prążków i ok. 15 dobrze widocznych areol. Pole środkowe w formie umiarkowanie szerokiej fascii, która sięga niemal krawędzi okrywy. Jednostronnie występuje stigma, punktowata lub nieco kreskowato przedłużona, usytuowana blisko jednego ze skróconych prążków i z tego względu często trudna do odróżnienia. Pole osiowe wąskie, linearne do lancetowatego. Ramiona rafy nitkowate, z mniej więcej jednakowo silnie wygiętymi w tę samą stronę końcami dystalnymi. Końce proksymalne bez wyraźnych porów, wygięte w stronę stigmy. Okrywy rombowato-eliptyczne do szeroko eliptycznych lub rombowato-lancetowate z szeroko do tępo-klinowato zaokrąglonymi końcami.

## Ekologia
Gatunek kosmopolityczny, żyjący w wodach słodkich i na lądzie. Poza typowymi wodami słodkimi spotykany w wodach słonawych i wilgotnych miejscach lądowych, np. w strefie supralitoralu, na śluzach lub w glebie, także na stanowiskach o zmiennej wilgotności (np. w glebie występującej w szczelinach murów i skał). Pojawia się jako epifit na mchach i porostach. Bywa też ważnym składnikiem fykoflory środowisk suchych, jak gleba północnoamerykańskich pustyń, słabo znosząc pożary tamtejszej roślinności. Jest gatunkiem pionierskim zasiedlającym nowo powstałe siedliska lądowe. Poza Europą i Ameryką Północną występowanie tego gatunku okrzemek udokumentowano również m.in. w Ameryce Południowej – Argentyna (brzegi rzeki Cuarto), w Azji – Chiny oraz w Antarktyce – Potok Ornitologów.
W polskim wskaźniku okrzemkowym do oceny stanu ekologicznego rzek (IO) uznany za gatunek referencyjny zarówno dla rzek o podłożu węglanowym, jak i krzemianowym. Przypisano mu wartość wskaźnika trofii równą 2,9, natomiast wskaźnika saprobii 2,0, co odpowiada preferencjom do wód średnio zanieczyszczonych. W ramach monitoringu wód obserwowany z najwyższą stałością w przepływach i wodach bagiennych na nizinach. Gatunek mało odporny na zanieczyszczenia organiczne.

## Gatunki podobne
Podobnym z wyglądu gatunkiem jest Luticola cohnii. Gatunek ten posiada gwałtownie wygięte proksymalne końce rafy i usytuowaną bardzo blisko centrum okrywy stigmę. Drugim podobnym gatunkiem jest występująca w wodach ubogich w elektrolity Luticola acidoclinata, która może być odróżniona ze względu na słabo faliste krawędzie okryw. Kolejnym podobnym morfologicznie gatunkiem jest Luticola goeppertiana, który ma odmienny kształt okryw i zawsze pory środkowe wygięte w kierunku przeciwnym do kreskowatej stigmy usytuowanej po przeciwnej stronie.